# A1CF
A1CF (англ. APOBEC1 complementation factor) – білок, який кодується однойменним геном, розташованим у людей на короткому плечі 10-ї хромосоми. Довжина поліпептидного ланцюга білка становить 594 амінокислот, а молекулярна маса — 65 202.
| 10         |  | 20         |  | 30         |  | 40         |  | 50         |
| ---------- |  | ---------- |  | ---------- |  | ---------- |  | ---------- |
| MESNHKSGDG |  | LSGTQKEAAL |  | RALVQRTGYS |  | LVQENGQRKY |  | GGPPPGWDAA |
| PPERGCEIFI |  | GKLPRDLFED |  | ELIPLCEKIG |  | KIYEMRMMMD |  | FNGNNRGYAF |
| VTFSNKVEAK |  | NAIKQLNNYE |  | IRNGRLLGVC |  | ASVDNCRLFV |  | GGIPKTKKRE |
| EILSEMKKVT |  | EGVVDVIVYP |  | SAADKTKNRG |  | FAFVEYESHR |  | AAAMARRKLL |
| PGRIQLWGHG |  | IAVDWAEPEV |  | EVDEDTMSSV |  | KILYVRNLML |  | STSEEMIEKE |
| FNNIKPGAVE |  | RVKKIRDYAF |  | VHFSNREDAV |  | EAMKALNGKV |  | LDGSPIEVTL |
| AKPVDKDSYV |  | RYTRGTGGRG |  | TMLQGEYTYS |  | LGQVYDPTTT |  | YLGAPVFYAP |
| QTYAAIPSLH |  | FPATKGHLSN |  | RAIIRAPSVR |  | EIYMNVPVGA |  | AGVRGLGGRG |
| YLAYTGLGRG |  | YQVKGDKRED |  | KLYDILPGME |  | LTPMNPVTLK |  | PQGIKLAPQI |
| LEEICQKNNW |  | GQPVYQLHSA |  | IGQDQRQLFL |  | YKITIPALAS |  | QNPAIHPFTP |
| PKLSAFVDEA |  | KTYAAEYTLQ |  | TLGIPTDGGD |  | GTMATAAAAA |  | TAFPGYAVPN |
| ATAPVSAAQL |  | KQAVTLGQDL |  | AAYTTYEVYP |  | TFAVTARGDG |  | YGTF       |

A: Аланін

C: Цистеїн

D: Аспарагінова кислота

E: Глутамінова кислота

F: Фенілаланін

G: Гліцин

H: Гістидин

I: Ізолейцин

K: Лізин

L: Лейцин

M: Метіонін

N: Аспарагін

P: Пролін

Q: Глутамін

R: Аргінін

S: Серин

T: Треонін

V: Валін

W: Триптофан

Кодований геном білок за функцією належить до фосфопротеїнів. 
Задіяний у таких біологічних процесах, як процесинг мРНК, альтернативний сплайсинг. 
Білок має сайт для зв'язування з РНК. 
Локалізований у цитоплазмі, ядрі, ендоплазматичному ретикулумі.
Цей білок бере участь у редагуванні РНК шляхом дезамінування цитидину разом  з білком APOBEC1. Комплекс редагує вже зрілі мРНК в ядрі. Він розпізнає ділянку РНК у 30-40 нуклеотидів, яка утворює шпильку, причому цільовий цитозин міститься в «голівці» (неспареній ділянці) цієї шпильки. Білок ACF виконує адапторну функцію, забезпечуючи контакт дезамінази з РНК. Комплекс розпізнає послідовність UUUN(A/U)U, яка має міститися далі за сайтом редагування та перетинається з якірною послідовністю, до якої приєднується молекула ACF. Від ступеня збігу цієї ділянки різних РНК з послідовністю мРНК ApoB залежить ефективність редагування конкретного цитидину.